# Índices de profundidad
La profundidad de inmersión de un submarino es la característica táctica más importante y el principal parámetro de un submarino, que determina su capacidad para operar bajo el agua, el sigilo y la vulnerabilidad. Cuanto mayor sea la profundidad de inmersión, es menos probable que detecte un submarino y sea alcanzado por un arma antisubmarina. 
Existe diferentes índices de profundidad operacionales de un submarino. 

## Introducción
La tripulación de un submarino puede verse expuesta a graves problemas fisiológicos si la presión del aire en el interior es igual a la presión del agua fuera del casco: a altas presiones, el oxígeno se vuelve tóxico y peligroso. Por lo tanto, la presión atmosférica normal se debe mantener en el interior, el casco debe soportar cualquier fuerza de presión generada por la columna de agua, y evitar la deformación permanente. La presión del agua externa aumenta con la profundidad y, por lo tanto, también aumenta la probabilidad de deformaciones. Por cada 10 metros de inmersión, la presión aumenta en una atmósfera (101 kPa), por lo que la presión será de 31 atmósferas (teniendo en cuenta la presión en la superficie que coincide con la interior) a una profundidad de 300 metros. El casco soporta treinta atmósferas (30 bar, 441 psi, 3030 kPa) de presión de agua.
La profundidad está determinada tanto por las características del casco resistente del submarino determinadas por materiales, forma, construcción, etc. Como por la complejidad y tamaño del sistema de inmersión y emersión.
Para resistir grandes presiones los cascos resistentes toman formas esféricas. Se especula que el casco resistente del submarino Losharik está formado por varias esferas conectadas y se sabe que operó entre 2000 y 2500 metros (6600–8200 pies) de profundidad en el océano Ártico en 2012.

## Índices

### Profundidad de periscopio
Profundidad de inmersión, en el que es posible utilizar el periscopio de un submarino para vigilar la superficie del agua. Generalmente, otros dispositivos retráctiles de submarinos, como snorkel, sistemas de navegación, antenas de radiocomunicación, también están diseñados para su uso a profundidad de periscopio. Históricamente, la profundidad del periscopio estaba determinada por la longitud de la parte retráctil del periscopio y aumentó gradualmente a 8 a 20 metros en la segunda mitad del siglo XX.

### Profundidad de diseño
La profundidad de diseño es la profundidad nominal que figura en las especificaciones del submarino. A partir de esta, los diseñadores calculan el grosor del metal del casco, el desplazamiento del barco y muchos otros factores relacionados. Dado que los diseñadores incorporan márgenes de error en sus cálculos, la profundidad de aplastamiento de una embarcación real debe ser un poco mayor que la profundidad de diseño.

### Profundidad de prueba
La profundidad de prueba es la profundidad máxima a la que se permite que un submarino opere en circunstancias normales de tiempo de paz y se prueba durante las pruebas en el mar. La profundidad de prueba se establece en dos tercios (0.67) de la profundidad de diseño para los submarinos de la Armada de los Estados Unidos, mientras que la Royal Navy establece la profundidad de prueba en 4/7 (0.57) de la profundidad de diseño, y la Armada alemana la establece exactamente en la mitad (0.5) de la profundidad de diseño.

### Profundidad de operación máxima
La profundidad operativa máxima (o la profundidad nunca superada ) es la profundidad máxima a la que se permite que un submarino opere en cualquier condición. La exposición prolongada a esta no perturba el funcionamiento de los sistemas y dispositivos del submarino. Por regla general, es del 80 al 85% de la profundidad máxima de inmersión.
El aumento de la profundidad de trabajo de los submarinos fue una cuestión importante para los constructores navales del siglo XX, ya que influyó directamente en el sigilo y la capacidad de supervivencia de los submarinos. Los avances en esta área dependieron directamente de los avances en la creación de materiales y tecnologías de alta resistencia para su procesamiento. De los aceros estructurales convencionales, los constructores navales pasaron a los aceros de alta resistencia y, en la URSS, también a las aleaciones de titanio, superando a cualquier acero tanto en resistencia específica como en costo.
A principios del siglo XX y en la Primera Guerra Mundial, la profundidad de trabajo de la mayoría de los submarinos era de 30-50 metros; en la Segunda Guerra Mundial, las profundidades de trabajo aumentaron a 200 metros. Los primeros submarinos nucleares fueron diseñados para operar a una profundidad de 300 metros. En la URSS, aumentar la profundidad fue una de las principales prioridades, como resultado de lo cual el K-278 "Komsomolets" en 1985 estableció el récord actual de profundidades de inmersión submarina de 1027 metros.

### Profundidad de aplastamiento
La profundidad de aplastamiento, llamada profundidad de colapso en los Estados Unidos,  es la profundidad sumergida a la que se presume que el casco de un submarino será aplastado por la presión del agua. Normalmente se calcula. Sin embargo, no siempre es exacto. Algunos submarinos de la Segunda Guerra Mundial sobrevivieron al ser forzados a atravesar la profundidad del aplastamiento, debido a una inundación o una falla mecánica. Una vez solucionado el problema lograron salir a la superficie nuevamente. Estos informes no son necesariamente verificables, y la mala comprensión popular de la diferencia entre la profundidad de la prueba y la profundidad del colapso puede confundir la discusión. 
Durante la Segunda Guerra Mundial submarinos alemanes generalmente tuvieron profundidades de colapso de 200 a 280 metros.